# Garganvillar
Garganvillar é uma comuna francesa na região administrativa de Occitânia, no departamento de Tarn-et-Garonne. Estende-se por uma área de 22,34 km². Em 2010 a comuna tinha 686 habitantes (densidade: 30,7 hab./km²).